# 溪桥镇
溪桥镇是中国江苏省泰兴市的一个已撤消的镇，2009年辖区面积31平方公里，人口3.5万人。位于泰兴市区以东，东邻黄桥镇，有新长铁路、宁靖盐高速公路穿越。
小提琴是溪桥镇的主要产业，完成全世界近50%的提琴制作 。2005年12月1日，中国轻工业联合会命名该镇为“中国提琴之乡”。 。溪桥二氧化碳气田是迄今中国储量最大的气田。
2010年3月，溪桥镇撤消，与原刘陈镇、黄桥镇合并设立新的黄桥镇。